# Ascoli Piceno megye
Ascoli Piceno megye Olaszország Marche régiójának egyik megyéje. Székhelye Ascoli Piceno.

## Fekvése
Ascoli Piceno megye Teramo, Rieti, Perugia, Macerata és Fermo megyékkel határos.

## Községek(comuni)
- Acquasanta Terme
- Acquaviva Picena
- Appignano del Tronto
- Arquata del Tronto
- Ascoli Piceno
- Carassai
- Castel di Lama
- Castignano
- Castorano
- Colli del Tronto
- Comunanza
- Cossignano
- Cupra Marittima
- Folignano
- Force
- Grottammare
- Maltignano
- Massignano
- Monsampolo del Tronto
- Montalto delle Marche
- Montedinove
- Montefiore dell'Aso
- Montegallo
- Montemonaco
- Monteprandone
- Offida
- Palmiano
- Ripatransone
- Roccafluvione
- Rotella
- San Benedetto del Tronto
- Spinetoli
- Venarotta